# 道の駅みついし
道の駅みついし（みちのえき みついし）は、北海道日高郡新ひだか町にある国道235号の道の駅である。
敷地内には、三石海浜公園があり、夏場は海水浴やキャンプなどの利用客で賑わっている。

## 主な施設
- 駐車場
  - 普通車：258台
  - 大型車：16台
  - 身障者用：1台

※ 駐車場は、年末年始のみ施設閉鎖のため、使用不可
- トイレ
  - 男：大 5器（4器）、小 7器（6器）
  - 女：9器（8器）
  - 身障者用：1器（1器）

※（）内は24時間使用可能、トイレは、年末年始のみ施設閉鎖のため、使用不可
- 公衆電話：2台
- 公衆FAX：1
- 三石海浜公園（海水浴場、キャンプ場）
- 売店（三石物産品販売センター）9:00 - 18:00（4月 - 9月）、9:00 - 17:00（10月 - 3月）

## 休館日
- 年末年始（12月31日 - 1月5日）

## アクセス
- 国道235号

## 周辺
- みついし昆布温泉 蔵三
- 農産物直売所 菜・花